# كارل دومين
كارل دومين (1882-1953) (بالإنجليزية: Karel Domin)‏ هو عالم نبات تشيكي.